# Жена у црном: Анђео смрти
Жена у црном: Анђео смрти (енгл. The Woman in Black: Angel of Death) британски је натприродни хорор филм из 2014. Режију потписује Том Харпер, по сценарију Џона Крокера. Наставак је филма Жена у црном (2012). Главне улоге тумаче Фиби Фокс, Џереми Ирвин, Хелен Макрори, Адријан Ролинс, Лијен Бист и Нед Денехи. Током Другог светског рата, бомбашки напади у Лондону приморали су директорку и учитељицу школе да евакуишу групу деце у приобално село. Међутим након што се склоне, убрзо схватају да нису сами.
Премијера је приказана 30. децембра 2014. у Дубаију. За разлику од свог претходника, добио је углавном негативне критике. Такође је остварио далеко мањи комерцијални успех, зарадивши скоро 50 милиона долара.

## Радња
Током Другог светског рата осморо школараца у пратњи директорке школе Џин Хог и младе учитељице Еве Паркинс евакуисано је из Лондона у готово напуштено село Крајтин Гифорд. Њихов нови дом је оронула кућа „Ел Марш” на острву изолованом од копна насипом Девет живота. У потрази за уточиштем од ратних ужаса пробудиће злокобну силу која је деценијама прогањала све посетиоце овог напуштеног имања. Кад зачује гласове деце која се играју, из таме ће се поново појавити осветнички дух Жене у црном.

## Улоге
| Глумац         | Улога         |
| -------------- | ------------- |
| Ив Фокс        | Ив Паркинс    |
| Џереми Ирвин   | Хари Бернстоу |
| Хелен Макрори  | Џин Хог       |
| Адријан Ролинс | др Роудс      |
| Лијен Бест     | Џенет Хамфри  |